# Cape Ann Light Station
Die Cape Ann Light Station (umgangssprachlich als Twin Lights bzw. Thacher Island Lights bezeichnet) umfasst zwei historische Leuchttürme auf der zu Rockport gehörenden Insel Thacher Island im Bundesstaat Massachusetts der Vereinigten Staaten. Die Bauwerke wurden 1971 unter der Bezeichnung Twin Lights Historic District–Cape Ann Light Station als Historic District in das National Register of Historic Places (NRHP) eingetragen und sind seit 2001 als National Historic Landmark ausgezeichnet.

## Bauwerke im Distrikt
Der im NRHP eingetragene Distrikt umfasst mit einer Größe von rund 20 ha die gesamte Insel, jedoch tragen nicht alle Bauwerke zur historischen Bedeutung bei. Im Folgenden sind daher lediglich die Bauwerke beschrieben, die zum einen noch heute existent sind und zum anderen als Contributing Property anerkannt wurden.

### Zwillingstürme
Die beiden heutigen Leuchttürme wurden von 1860 bis 1861 aus Granit errichtet und ersetzten ihre Vorgänger aus dem Jahr 1771. Sie stehen in einer exakten Nord-Süd-Achse gut 270 m voneinander entfernt und sind jeweils 37,8 m hoch, sodass die Feuerhöhe bei 50,6 m über dem Meeresspiegel liegt. Der nördliche Turm wird als Thacher Island North Light bezeichnet, der südliche als Cape Ann Light.
Beide Leuchttürme verfügten bei ihrer Errichtung über Fresnel-Linsen 1. Ordnung. Im Inneren der Türme, die sich von 9 m Durchmesser an der Basis bis auf 5,5 m an der Spitze verjüngen, führt jeweils eine Wendeltreppe mit 156 eisernen Stufen nach oben bis zum Leuchtfeuer. Innerhalb der Röhre wurde mit einem halben Meter Abstand zum Granit eine zweite, 60 cm starke Mauer aus Ziegelsteinen errichtet. Das sechzehneckige, 3 m hohe Feuerhaus besteht aus Gusseisen, Bronze und Glas und verfügt über ein Dach aus Kupferplatten, an dessen oberstem Punkt ein Dachventilator angebracht ist.
1932 wurden zunächst die Fresnel-Linsen gegen Öllampen mit einer Leuchtkraft von 22.000 Kerzenstärken ausgetauscht, bevor noch im selben Jahr der Südturm mittels eines 1,8 km langen Unterseekabels elektrifiziert wurde. Der Nordturm wurde daraufhin abgeschaltet und die Sicherung der Schifffahrt nur noch dem Südturm überlassen, der nun über eine Leuchtkraft von 70.000 Kerzenstärken verfügte. 1979 wurde der Südturm auf ein DCB-224-System mit 160.000 Kerzenstärken und einer Reichweite von rund 30 km umgerüstet und zugleich automatisiert. 1998 wurde die Optik des Südturms auf das heutige VRB-25-System umgestellt, das mittels Solarstrom versorgt wird. Damit ist das Cape Ann Light seit über 150 Jahren ununterbrochen im Einsatz.
Die in Paris hergestellte Fresnel-Linse des Südturms ist heute im Coast Guard Academy Museum in Groton, Connecticut ausgestellt.

### Wohngebäude
Von 1771 bis 1945 wurden die Leuchtfeuer von insgesamt 20 Leuchtturmwärtern mit ihren Assistenten betreut. 1872 stellte der damalige Wärter eine Anfrage, ob für ihn und seine Familie ein eigenes Haus errichtet werden könnte, was schließlich genehmigt wurde. Somit gab es ab 1876 auf der Insel drei Wohnhäuser, in denen fünf Familien lebten, wobei nur der verantwortliche Wärter (principal keeper) mit seiner Familie ein Haus für sich hatte. Dieses wurde aus Holz errichtet, verfügt über eine Grundfläche von 185 m², ragt zwei Stockwerke auf und besitzt einen eigenen Keller.
Das zweite noch existente Wohnhaus besteht aus Ziegelsteinen und wurde um 1816 errichtet. Die Mauern sind 60 cm stark und stehen auf einem Steinfundament. Das Gebäude verfügt über eine Grundfläche von rund 200 m² und ist zweieinhalb Stockwerke hoch.

### Nutzgebäude
Etwa 90 Meter nordöstlich des zweiten Wohnhauses steht ein weiteres, 1887 aus Steinen errichtetes Gebäude, in dem ein dampfbetriebenes Nebelhorn untergebracht war. Es wurde während eines Sturms im Jahr 1991 stark beschädigt und musste repariert werden. Das aktuelle Diaphon vom Typ FA-232/02 wird mit Solarstrom betrieben und befindet sich in der Nähe des Südturms.

### Infrastruktur
Die Insel ist ausschließlich per Boot oder Helikopter zu erreichen. An der Westküste gibt es ein Bootshaus mit Anleger, dessen Vorläufer bereits 1843 angelegt wurden. Vorwiegend aufgrund der herrschenden Naturgewalten müssen Haus und Anleger regelmäßig erneuert werden.
In der Nähe des Bootshauses steht ein 1907 errichtetes Gerätehaus, das früher den Hebezeug-Antrieb beherbergte und heute die Übergabestelle für das Unterseekabel enthält, mit dem die Insel mit Strom versorgt wird.
Vom Anleger aus führen in den 1880er Jahren installierte Gleise zu den Häusern der Insel, auf denen Kohle und andere schwere Versorgungsgüter mittels Handkarren transportiert wurden. Ebenfalls zur historischen Bedeutung beitragend sind ein ehemaliges Treibstofflager und eine Zisterne.

## Historische Bedeutung

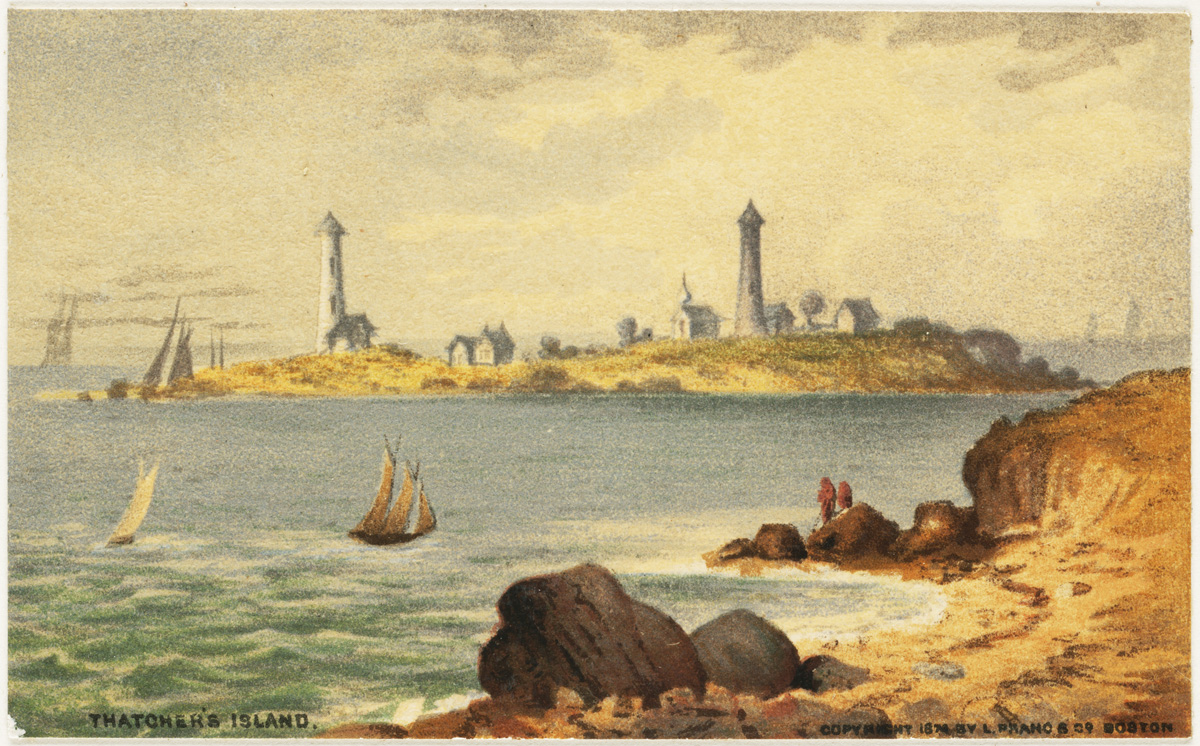
Farblithografie der Insel, 1874

Thacher Island wurde bereits 1605 von Samuel de Champlain entdeckt, ist aber nach dem Engländer Anthony Thacher benannt, dessen Schiff im Jahr 1635 während eines Sturms in der Nähe der Insel sank. Er und seine Frau Elizabeth waren die einzigen Überlebenden des Unglücks, bei dem sie nicht nur ihre vier Kinder verloren, sondern auch 17 weitere Personen den Tod fanden. Der Massachusetts General Court schenkte Thacher die Insel, die er Thacher’s Woe (deutsch Thachers Leid) taufte, als Kompensation für seinen Verlust. Die Insel blieb für die folgenden 80 Jahre im Besitz der Familie, bis sie die Kolonialregierung für 500 Pfund Sterling (heute ca. 88.000 Pfund) zurückkaufte, um dort einen Leuchtturm zu errichten.
Die am 21. Dezember 1771 erstmals in Betrieb genommenen, knapp 14 m hohen Zwillingstürme – deren Errichtung im Wesentlichen auf ein entsprechendes Ersuchen von John Hancock zurückgeht, der einige Schiffe am Cape Ann besaß – waren die ersten in Nordamerika, die anstelle eines Hafens eine Gefahrenstelle markierten und die letzten, die von der britischen Kolonialregierung gebaut wurden. Sie erhielten schnell den Spitznamen Ann’s Eyes.
1775 kam es zu einem Zwischenfall, als amerikanische Patrioten den amtierenden Leuchtturmwärter als Tory brandmarkten und ihn von der Insel entfernten, woraufhin die Leuchttürme bis 1793 nicht mehr in Betrieb waren.
1790 wurde die Insel in das Eigentum der Bundesregierung der Vereinigten Staaten überführt. 1793 wurden die Leuchttürme wieder in Betrieb genommen; da die Zwillingstürme die ersten Bauwerke waren, die von den aus Europa eintreffenden Schiffen aus zu sehen waren, hatten sie eine sehr hohe Bedeutung für die Regierung.
1837 wurde Charles Wheeler zum neuen Leuchtturmwärter ernannt. Er erfand eine neue Lampe, die im Winter das Lampenöl nicht mehr erhärten ließ, erhielt dafür ein Patent und installierte sie in den Türmen. 1849 wurde er aus politischen Gründen entlassen und schloss sich daraufhin dem Goldrausch in Kalifornien an.
In den 1850er Jahren wurden die Leuchttürme in den Vereinigten Staaten nach und nach mit neuen Fresnel-Linsen ausgestattet, die ihre Leuchtkraft und damit ihre Effizienz erheblich steigerten. 1859 waren die Türme auf Thacher Island und am Cape Canaveral die letzten, die noch nicht aufgerüstet worden waren. In diesem Zuge wurden 1861 auf Thacher Island zwei neue, wesentlich höhere Türme errichtet und mit Fresnel-Linsen 1. Ordnung ausgestattet, die allein jeweils 10.000 US-Dollar (heute ca. 367.000 Dollar) kosteten.
In den späten 1800er Jahren wurden Gleise installiert und später auf eine Gesamtlänge von rund 150 m erweitert. 1902 wurde die Insel mit Blick auf die nationale Verteidigung an das Telefonnetz angeschlossen. 1919 kam es zu einem Beinahe-Unglück, als der damalige US-Präsident Woodrow Wilson an Bord der USS George Washington aus Europa zurückkehrte, die im dichten Nebel trotz des Nebelhorns direkt auf Thacher Island zusteuerte. Erst im letzten Moment erkannte der Kapitän die Gefahr und drehte ab. An dieser Position kommt Nebel sehr häufig vor; im Juli 1959 musste das Nebelhorn der Insel für 211 Stunden dauerhaft in Betrieb gehalten werden.
1912 gab es die ersten Überlegungen, den nördlichen Turm abzuschalten. Aufgrund von Protesten der Fischer wurde dies jedoch erst 1932 in die Tat umgesetzt, nachdem die Leuchtkraft des Südturms erheblich gesteigert worden war. 1948 ging das Eigentum an der Insel auf die United States Coast Guard über.
1967 diente die Insel kurzzeitig als sicherer Aufenthaltsort für Joseph „Der Baron“ Barboza, der als Zeuge gegen die organisierte Kriminalität aussagte und später in das Zeugenschutzprogramm aufgenommen wurde.
Am 7. Oktober 1971 wurde das Ensemble unter der Nummer 71000355 als Historic District in das National Register of Historic Places eingetragen. Seit dem 31. Januar 2001 ist der Distrikt zugleich als National Historic Landmark anerkannt.
1980 wurden der Südturm und das Nebelhorn automatisiert, sodass die Küstenwache die Insel verlassen konnte. Daraufhin wurde die Thacher Island Association gegründet, um die Bauwerke auf der Insel instand zu halten.